# Liz Smith
Liz Smith, vero nome di Betty Gleadle (Scunthorpe, 11 dicembre 1921 – Worthing, 24 dicembre 2016), è stata un'attrice britannica.

## Biografia
Oltre ad aver prettamente lavorato per la televisione inglese ha vinto il BAFTA alla migliore attrice non protagonista per Pranzo reale accanto a Maggie Smith.  Prima di diventare attrice, carriera iniziata attorno ai 50 anni, viveva un'esistenza povera con pochissimi beni e con due figli, avuti dall'ex-marito Jack Thomas sposato nel 1945 fino al 1959. Avviata la carriera artistica divenne uno dei volti più conosciuti della televisione e del cinema britannici. Negli ultimi decenni ha partecipato a Oliver Twist, Ember - Il mistero della città di luce e in La famiglia omicidi.

## Filmografia parziale
- Bleak Moments, regia di Mike Leigh (1971)
- I duellanti (The Duellists), regia di Ridley Scott (1977)
- Il segreto di Agatha Christie (Agatha), regia di Michael Apted (1979)
- La donna del tenente francese (The French Lieutenant's Woman), regia di Karel Reisz (1981)
- Britannia Hospital, regia di Lindsay Anderson (1982)
- Sulle orme della Pantera Rosa (Trail of the Pink Panther), regia di Blake Edwards (1982)
- Pantera Rosa - Il mistero Clouseau (Curse of the Pink Panther), regia di Blake Edwards (1983)
- Pranzo reale (A Private Function), regia di Malcolm Mowbray (1984)
- Il più gran bene del mondo (We Think the World of You), regia di Colin Gregg (1988)
- High Spirits - Fantasmi da legare (High Spirits), regia di Neil Jordan (1988)
- Il cuoco, il ladro, sua moglie e l'amante (The Cook, the Thief, His Wife & Her Lover), regia di Peter Greenaway (1989)
- Il figlio della Pantera Rosa (Son of the Pink Panther), regia di Blake Edwards (1993)
- Piccolo grande amore, regia di Carlo Vanzina (1993)
- Fantasmi (Haunted), regia di Lewis Gilbert (1995)
- Segreti e bugie (Secrets & Lies), regia di Mike Leigh (1996)
- La stagione dell'aspidistra (Keep the Aspidistra Flying), regia di Robert Bierman (1997)
- Amori e vendette (The Revengers' Comedies), regia di Malcolm Mowbray (1988)
- Alice nel Paese delle Meraviglie (Alice in Wonderland), regia di Nick Willing - film TV (1999)
- La fabbrica di cioccolato (Charlie and the Chocolate Factory), regia di Tim Burton (2005)
- Wallace & Gromit - La maledizione del coniglio mannaro (The Curse of the Were-Rabbit), regia di Steve Box, Nick Park (2005) - voce
- Oliver Twist, regia di Roman Polański (2005)
- La famiglia omicidi (Keeping Mum), regia di Niall Johnson (2005)
- Il flauto magico (The Magic Flute), regia di Kenneth Branagh (2006)
- Ember - Il mistero della città di luce (City of Ember), regia di Gil Kenan (2008)

## Doppiatrici italiane
- Gabriella Genta in High Spirits - Fantasmi da legare
- Wanda Tettoni in Piccolo grande amore
- Elena Magoia in La fabbrica di cioccolato
- Alina Moradei in Il cuoco, il ladro, sua moglie e l'amante (ridoppiaggio 2003)
- Francesca Palopoli in La famiglia omicidi
- Doriana Chierici in Ember - Il mistero della città della luce

Da doppiatrice è sostituita da:
- Angiolina Quinterno in Wallace & Gromit - La maledizione del coniglio mannaro